# دفتر اطلاعات و تحقیقات نخست‌وزیری
دفتر اطلاعات و تحقیقات نخست‌وزیری یک سازمان اطلاعاتی در ایران بود که مستقیماً زیر نظر دفتر نخست‌وزیری اداره می‌شد. این سازمان پس از انقلاب ۱۳۵۷ جانشین سازمان منحل‌شدهٔ ساواک شد و در سال ۱۳۶۳ به وزارت اطلاعات تبدیل شد. این دفتر توسط خسرو تهرانی تأسیس شد و پس از توافق با اطلاعات سپاه بیش‌تر بر اطلاعات خارجی و ضداطلاعات تمرکز داشت.